# Köping Hillbillies
Köping Hillbillies är en serie på åtta program i SVT som första gången visades under perioden 28 april-18 juni 2010 . Serien porträtterar rullstolsrugbylaget Köping Hillbillies från Köping bildat 2006 som gett namn åt programmet. Köping Hillbillies Glenn Adaszak, Stefan Jansson och Mikael Wahlberg blev uttagna till Sveriges rullstolsrugbylag i Paralympiska sommarspelen 2012 i London.

## Laguppställning 2009/2010 och deltagare i programmet
- 2 Mikael "Norrland" Wahlberg
- 6 Joakim Svedlund
- 7 Roger Lindberg
- 8 Glenn Adaszak
- 13 Stefan Jansson

### Fotnoter
1. ↑  ”Svensk mediedatabas”. http://smdb.kb.se/catalog/search?q=%22K%C3%B6ping+Hillbillies%22&sort=OLDEST. Läst 30 mars 2011.
2. ↑  Våra medaljhopp i Paralympics Sveriges television.